# أوليفيا سبنسر باور
أوليفيا سبنسر باور (بالإنجليزية: Olivia Spencer Bower)‏ هي رسامة نيوزيلندية، ولدت في 13 أبريل 1905 في St Neots ‏ في المملكة المتحدة، وتوفيت في 8 يوليو 1982 في كرايستشرش في نيوزيلندا.